# Cary (Illinois)
Cary ist eine Stadt im US-Bundesstaat Illinois. Sie liegt ca. 75 Kilometer nordwestlich vom Stadtzentrum von Chicago, dem Chicago Loop und knapp 50 Kilometer vom Flughafen Chicago O’Hare. Das U.S. Census Bureau hat bei der Volkszählung 2020 eine Einwohnerzahl von 17.826 ermittelt.
Das Land am Fox River wurde 1841 von William Dennison Cary erworben, 1856 mit einem Bahnhof an die Illinois & Wisconsin Eisenbahn angeschlossen. 1893 fand die Stadtgründung auf den Namen ihres früheren Besitzers statt.
Während 1993 im nahen Woodstock der Spielfilm Und täglich grüßt das Murmeltier mit Bill Murray gedreht wurde, fanden auch einige Innenaufnahmen in einem als Pension ausgestatteten Lagerhaus in Cary statt.

## Persönlichkeiten
- John Daniel Hertz (1879–1961), Autovermieter
- Ragnar Omtvedt (1890–1975), Skisportler